# Estanque de Banganga

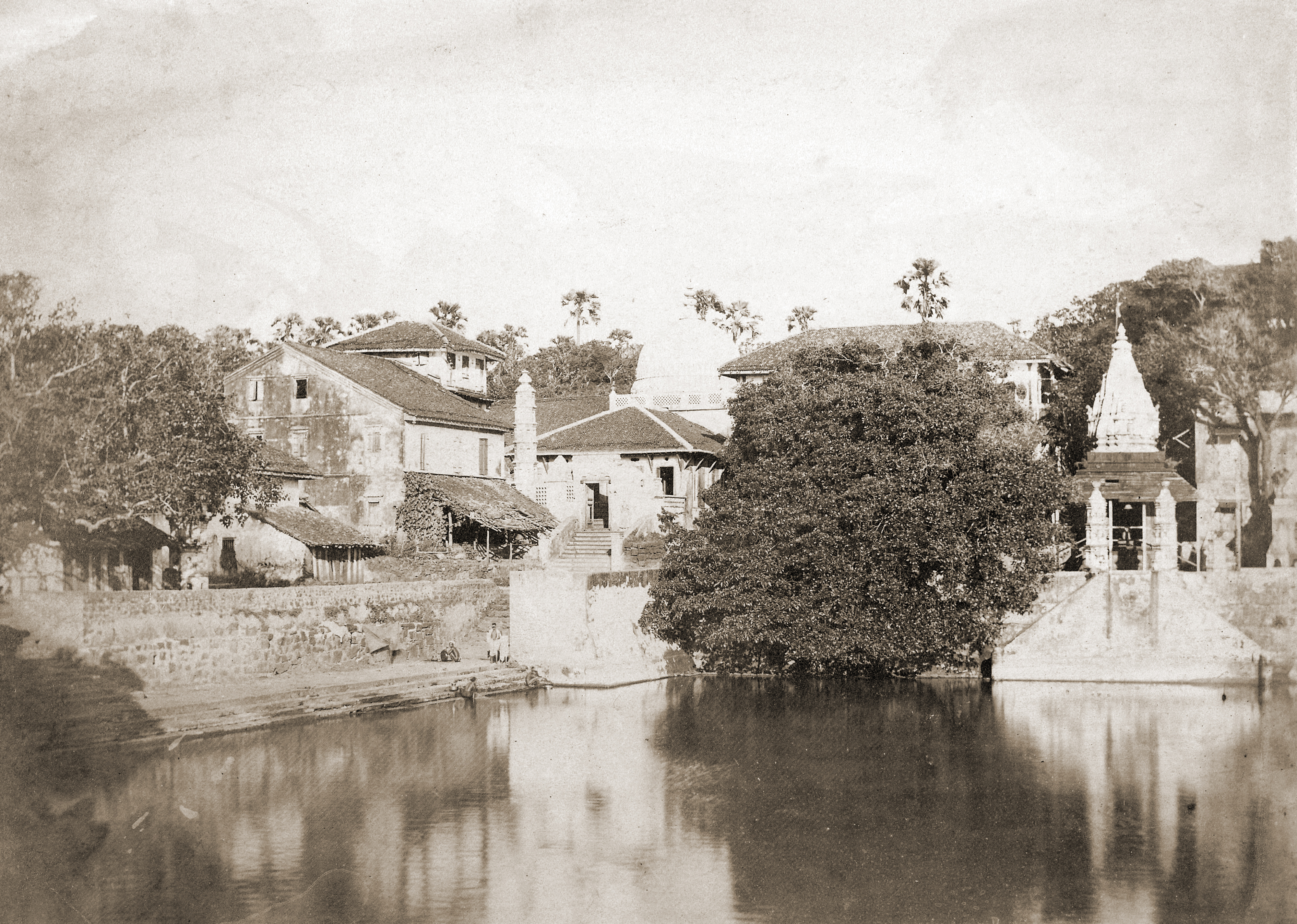
El estanque de Banganga Tank y el Templo Walkeshwar en 1855

El estanque de Banganga o Banganga Tank es un antiguo estanque de agua que forma parte del complejo del templo Walkeshwar en la zona de Malabar Hill de Bombay, en la India.

## Historia
El estanque fue construido en el 1127 d. C. por Lakshman Prabhu, un ministro de la corte de los reyes de la dinastía Silhara de Thane.
Fue reconstruido en 1715 d. C. gracias a un donativo para el templo Walkeshwar por Rama Kamath. El templo principal se ha reformado desde entonces y en la actualidad es una estructura de hormigón armado de reciente construcción.

## Banganga en la mitología
Según la leyenda local, el estanque surgió cuando el Señor Ram, el héroe exiliado de la épica Ramayana, se detuvo en el lugar en busca de su esposa secuestrada, Sita.
Cuenta la leyenda que, abrumado por la fatiga y la sed, Rama le pidió a su hermano Lakshmana que le trajera un poco de agua. Lakshmana disparó una flecha en la tierra, y el agua brotó de ella, creando así un afluente del Ganges, que fluye a más de mil millas de distancia, de ahí su nombre, Banganga, el Ganges creado en un Baan (flecha).